# Staatliche Wirtschaftsschule Bad Neustadt
Die Staatliche Wirtschaftsschule Bad Neustadt ist eine staatliche Wirtschaftsschule in Bad Neustadt an der Saale.
Sie hat eine 4-stufige und eine 2-stufige Schule. Seit dem Schuljahr 2020/21 kann der Übertritt an die Schule zur 6. Jahrgangsstufe und seit dem Schuljahr 2024/25 auch zur 5. Jahrgangsstufe erfolgen.
Ab der 6. Jahrgangsstufe arbeiten alle Schülerinnen und Schüler mit eigenen iPads.
Für Übungsunternehmen benutzt sie die Simulationssoftware Simtrade.